# Каневский, Арон Моисеевич
Арон Моисеевич Каневский (24 декабря 1920, Харьков — 15 ноября 1999, Нью-Йорк) — советский драматург, сценарист и кинорежиссёр, журналист, редактор. Член КПСС с 1943 года.

## Биография
Родился в Харькове. Окончил Всесоюзный заочный политехнический институт (1949). По образованию инженер-автомобилист. Во время войны был корреспондентом фронтовых газет (часть статей публикуя под псевдонимом Арон Караваев), в частности работал в редакции газеты 18-й армии «Знамя Родины», где его непосредственным руководителем был Леонид Брежнев, в то время служивший начальником политического отдела армии. Во время войны дошел до Чехословакии, где был тяжело контужен (после этого 5 лет вынужден был лечиться в госпиталях); 9 мая 1945 года редакция фронтовой газеты в городе Угерски-Брод выпустила на первой полосе его статью "Мама, я живой". После войны вернулся в Харьков, где работал в газетах и журналах корреспондентом и старшим редактором. С 1966 по 1973 гг. работал на Харьковской студии телевидения: сначала как редактор, затем как сценарист, потом как режиссер. В 1973 году переехал в Ленинград, где много лет работал на Ленинградской студии документальных фильмов.
Был членом Союза кинематографистов Украины. Награждён орденом Красной Звезды, медалями.
Эмигрировал в мае 1991 г. в США. Жил в Нью-Йорке в районе Вашингтон-Хайтс. Работал на русско-американском телеканале WMNB, где вел авторскую передачу «У самовара я и...», гостями которой в разное время были Иосиф Бродский, Василий Аксенов, Виктор Ерофеев, Никита Михалков и др.. Умер 15 ноября 1999 года в Нью-Йорке.
Сын Арона Каневского Владимир (1951) много лет живет и работает в Нью-Джерси (США), где как художник занимается созданием цветочных композиций из фарфора. Созданные им композиции выставляются в музеях по всему миру, а также хранятся в коллекциях королевских домов Европы: принцессы Монако и немецкой принцессы Глории фон Турн унд Таксис в Регенсбургском замке.

## Фильмография

### Сценарист
- 1961 — «Маяк» указывает путь
- 1962 — Могучая сила
- 1964 — Для жизни
- 1966 — Живёт человек на окраине (Диплом Союза кинематографистов СССР на I Всесоюзном фестивале телевизионных фильмов в Киеве)
- 1967 — Революция продолжается (в соавт., Диплом Союза журналистов СССР на II Всесоюзном фестивале телевизионных фильмов в Москве)
- 1967 — Шинов и другие (в соавт., Приз жюри и Союза кинематографистов СССР на II Всесоюзном фестивале телевизионных фильмов в Москве)
- 1968 — Живет человек на окраине
- 1979 — Лень (реж. Евгений Сивоконь)
- 1987 —  Скоро лето (реж. Павел Коган)

### Режиссёр
- 1968 — Шевченково — край студенческий
- 1968 — День второе рождение
- 1970 — Мы — Харьков
- 1970 — Страница биографии
- 1970 — 2x2 = X (Приз жюри и Диплом на IV Всесоюзном фестивале телевизионных фильмов в Минске)
- 1971 — История одной идеи (Документальный фильм о том, как в Харькове в начале века проф. Н.Д. Пильчиков работал над передачей радиосигналов на расстоянии для дистанционных взрывов).
- 1978 — Миллион за улыбку
- 1979 — После свадьбы
- 1983 — Как написать книгу? (30 мин. О многодетной семье Ю.И. и О.Н. Тепляковых из Ленинграда)[8]
- 1984 — Во имя жизни и любви
- 1987 — Что могут короли? (документальный фильм о феномене популярного у молодежи "телефонного эфира" в Ленинграде в 1980-е годы)
- 1988 — Владимир Высоцкий в Америке [9]
- 1990 — Пространство любви (Один из первых советских документальных фильмов о сексе)
- 1991 — Бремя желаний